# Château de Dissay
Le château de Dissay est un château situé dans le département de la Vienne sur la commune française de Dissay.

## Historique
Le château fut édifié, sur un édifice, plus ancien, à la fin du XVe siècle par Pierre d'Amboise, évêque de Poitiers et frère du cardinal d'Amboise, ministre de Louis XII. Il servit de résidence aux évêques de Poitiers jusqu'à la Révolution, en 1793.
C'est Hugues de Combarel, évêque de Poitiers, qui avait été autorisé en 1434 par le roi Charles VII à bâtir en ce lieu un hôtel pourvu de « murs, fossés, palais, pont-levis, portaux, tours, guérites, barbacanes et autres fortifications, tel que bon lui semblera ».
Durant la troisième guerre de Religion, l'amiral de Coligny prend le château d'assaut en 1569, avant d'aller mettre le siège devant Poitiers. Il en reste des traces de balles sur la tour nord.
Les tours servaient de prisons. L'abbé de Saint-Cyran y a été détenu.
Après 1850, le comte Fruchard qui venait de racheter le château, s’est engagé dans une rénovation architecturale, tant pour le château que pour l’église, en utilisant les vitraux et les volets de la collégiale, qui avaient été « démontés ». La partie centrale a été reconstruite entre 1900 et 1905. L'architecte en a été M. Ardion qui a replacé la statue de Saint-Michel et l'écusson des d'Amboise à l'entrée.
Le château, les communs et les douves ont été classés monument historique par arrêté du 9 mai 1989 alors que les jardins sont inscrits depuis le 21 août 1967.

## Description

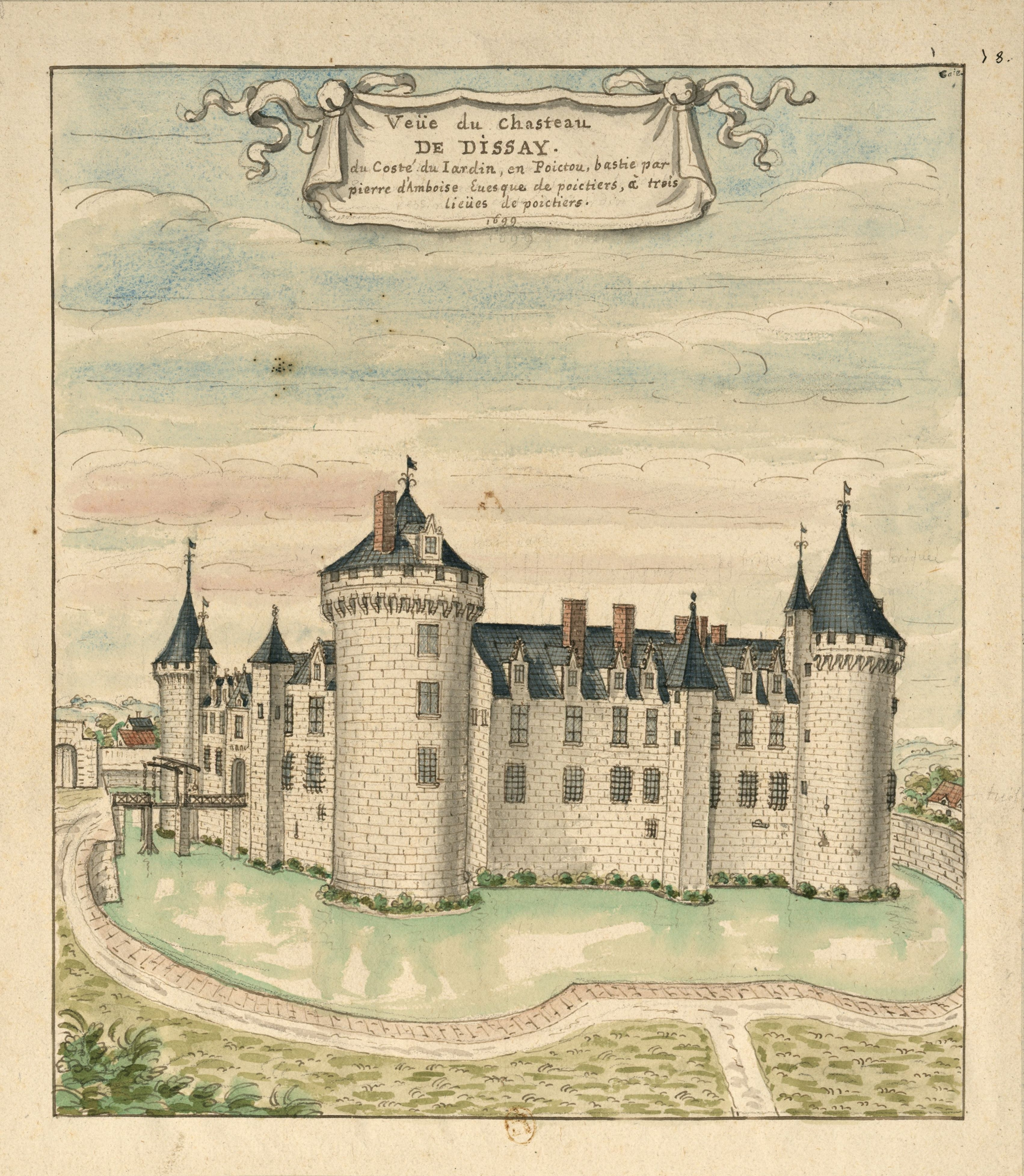
Dessin du château par Louis Boudan (1699).

L'ensemble du château est de style fin Gothique commencement Renaissance ; deux parties sont du XVIIIe siècle, du côté nord-nord-est et du côté sud-sud-ouest. Il forme un grand rectangle entièrement entouré de douves. Deux des tours sont intactes.
Les douves épousent le contour des tours d'angles, ce qui donne beaucoup d'ampleur à celle-ci. Le pont sur les douves était autrefois, d'après les gravures d'époque, une simple passerelle en bois faisant pont-levis.
Les portes ressemblent à celles du château de Chaumont-sur-Loire où Pierre d'Amboise avait été élevé.
À l'intérieur du donjon se trouvent de belles cheminées de pierres et un escalier de pierres.
De l'ancienne chapelle du collège des chanoines, fondé par Pierre d'Amboise, restent des piliers de cette chapelle, les peintures murales,, réalisées vers 1450, représentant le roi David et l'emplacement du tombeau de cet évêque, démoli pendant la Révolution.
Les dépendances sont de style XVIIIe siècle dit style « œil-de-bœuf », avec toitures à la Mansart ; les écuries et les remises sont entièrement voûtées.
L'évêque de Poitiers du 1er quart du XVIIIe siècle, Jean-Claude de La Poype de Vertrieu, aimait s'y rendre

## Parc et jardins

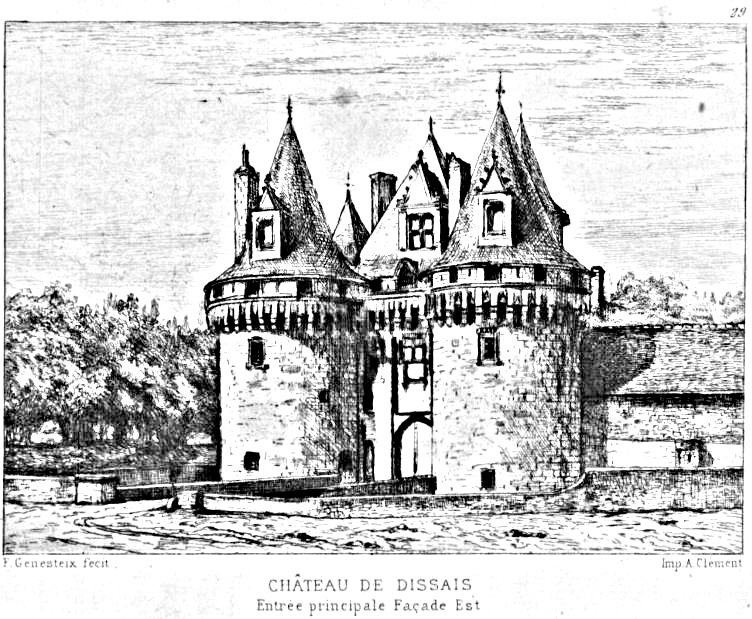
Gravure de F. Genesteix (1889).

La terrasse forme un jardin à la française entouré d'un parterre d'eau.
Les vases sont copiés sur ceux du parterre de Latone à Versailles et les lions viennent d'une villa d'Istria.
Le parc aurait été dessiné par Le Nôtre, tout au moins il est certainement à sa manière, avec les trois allées, le rond-point de huit allées, le rond-point de six allées, qui se retrouvent dans tous les parcs qu'il a dessinés.
Celui de Dissay est bordé par un canal qui aboutit à un ravissant pavillon de style Louis XV. Cette folie ou fabrique servait de salon de musique.
L'escalier de pierres, d'une pureté de lignes et d'une forme des plus harmonieuses, est également de style Louis XV.